# Elspeth Cooper
Elspeth Cooper (* 1968 in Newcastle upon Tyne, England) ist eine britische Fantasyautorin.

## Leben und Werk
Cooper las seit ihrer Kindheit Fantasybücher und schrieb Geschichten. Im Jahr 2004 wurde bei ihr Multiple Sklerose diagnostiziert, weshalb sie fünf Jahre später ihre Tätigkeit in der IT-Branche aufgeben musste. Seither widmet sie sich ganz dem Schreiben. Ihr erster Roman Die Lieder der Erde erschien 2011 als erster Teil  einer geplanten Tetralogie. Der vierte Teil ist noch nicht auf Deutsch erschienen.
Cooper lebt zurzeit in Northumberland.

## Werke (Auswahl)
- Die Lieder der Erde (Originaltitel: The Wild Hunt)

1. Die Lieder der Erde (Songs of the Earth). Heyne, München 2011, ISBN 978-3-453-26713-8.
2. Die wilde Jagd (Trinity Rising). Heyne, München 2013, ISBN 978-3-453-52802-4.
3. Der Schleier der Macht (The Raven’s Shadow). Übers. Michael Siefener. Heyne, München 2014, ISBN 978-3-453-52803-1.
4. The Dragon House. (englisch) Gollancz 2019, ISBN 978-0575096240.